# Mosquée Atik Valide

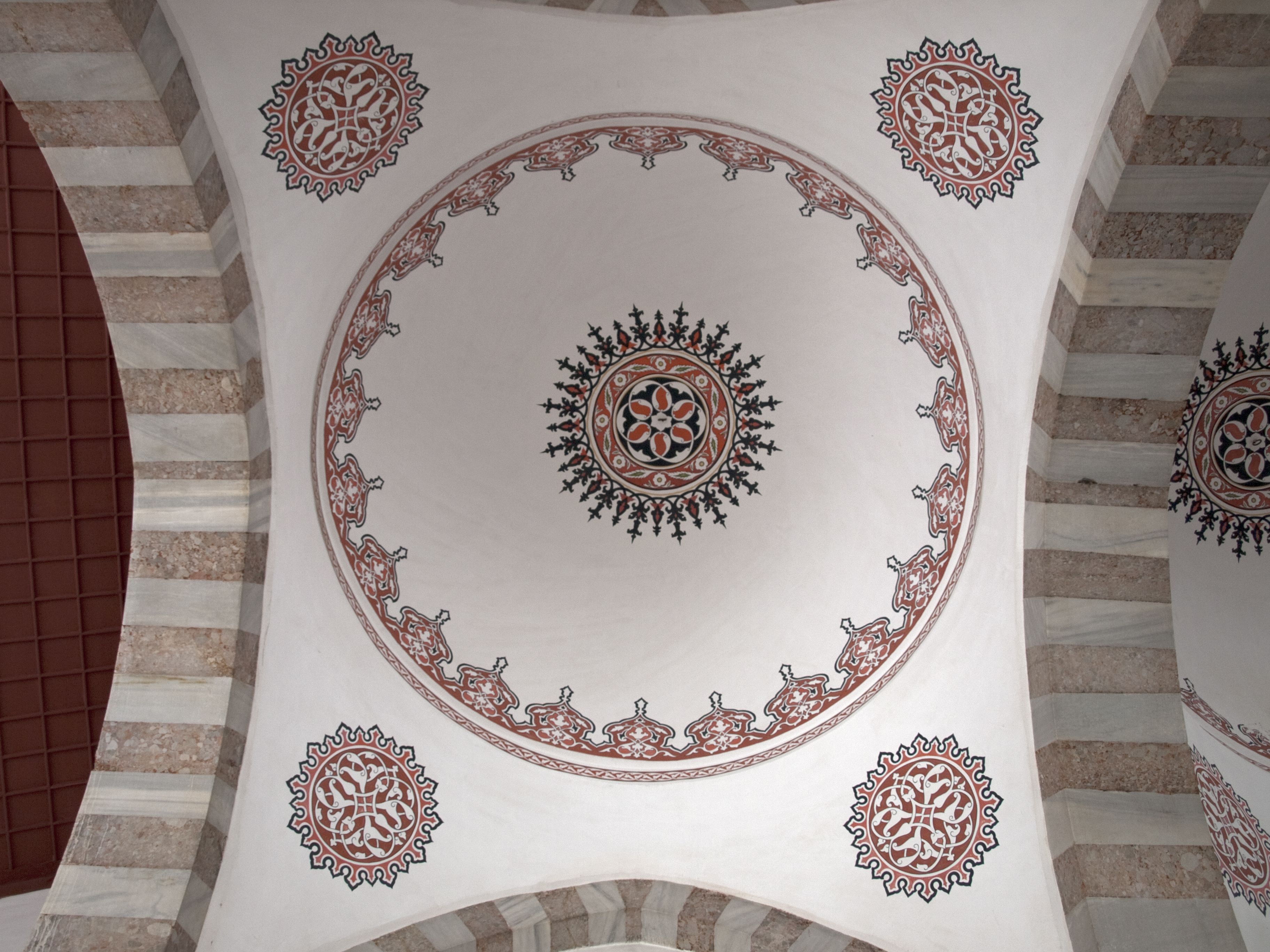
L'un des cinq petits dômes du portique.

La mosquée Atik Valide (en turc : Atik Valide Camii, Eski Valide Camii) est une mosquée impériale ottomane du XVIe siècle située sur une colline au-dessus du quartier densément peuplé d'Üsküdar, à Istanbul, en Turquie. Elle a été construite pour Nurbanu Sultan, l'épouse du sultan Selim II et faisait partie d'un grand complexe qui comprenait une madrasa, des chambres d'hôtes et un double caravansérail. La mosquée a été conçue par l'architecte impérial Mimar Sinan. La planification a commencé en 1571 pour une petite mosquée avec un seul minaret. La mosquée a ensuite été agrandie et n'a été achevée qu'en 1586, trois ans après la mort de Nurbanu.

## Histoire
La mosquée Atik Valide (traduction du nom : Mosquée de la Reine Mère) était l'un des complexes de mosquées les plus vastes de la région d'Istanbul . La mosquée a été construite pour Nurbanu Sultan, l'épouse vénitienne de Selim II et la mère de Murad III. Elle était la première sultan valide (reine mère) qui a exercé un règne effectif sur l'Empire ottoman depuis le harem pendant la période connue sous le nom de sultanat des femmes .
La mosquée a été conçue par l'architecte impérial Mimar Sinan et construite en trois étapes. De l'inauguration en 1571 jusqu'à l'achèvement de la version initiale de la mosquée en 1574, un autre architecte impérial a supervisé les travaux car Sinan était basé à Edirne lors de la construction de la mosquée Selimiye. La deuxième étape dura de 1577 à 1578 et impliqua l'ajout d'un deuxième minaret à une galerie et d'un double portique. Ces changements ont probablement été apportés à la suite de l'amélioration du statut de Nurbanu, car après l'accession au trône de son fils Murad III en 1574, elle est devenue la reine mère. Nurbanu mourut en 1583 et la troisième et dernière étape de la construction eut lieu entre 1584 et 1586 après sa mort. La mosquée a été agrandie latéralement avec l'ajout d'une paire de petits dômes de chaque côté du dôme central .
La mosquée faisait partie d'un grand complexe qui comprenait également une madrasa, un collège hadith, une école de récitation du Coran, une école primaire, un couvent de derviches, un hôpital et un complexe de soins palliatifs qui contenait une maison d'hôtes et un double caravansérail. Un hammam a également été construit à cette époque .

## Architecture
L'espace principal est couvert par un dôme central de 12,7 mètres de diamètre soutenu sur six arches disposées en hexagone avec deux colonnes autoportantes. L'espace est agrandi de cinq demi-dômes exédriques, dont l'un contient le mihrab. L'arche du côté nord est remplie d'un mur plat qui contient le portail d'entrée. L'intérieur est entouré sur trois côtés de galeries .
Le mur de la qibla et le renfoncement du mihrab sont décorés de carreaux de faïence d'Iznik. Quatre panneaux, deux panneaux à chaque extrémité, ont été ajoutés lors de l'agrandissement de la mosquée. Ils citent le texte de la sourate du Coran (48: 3-4) . Les six panneaux centraux citent le texte de la sourate (39:53)  .
Les étages supérieurs ont été ajoutés aux bâtiments de l'hospice au XIXe siècle lorsqu'ils ont été convertis en hôpital militaire et en prison .

## Galerie

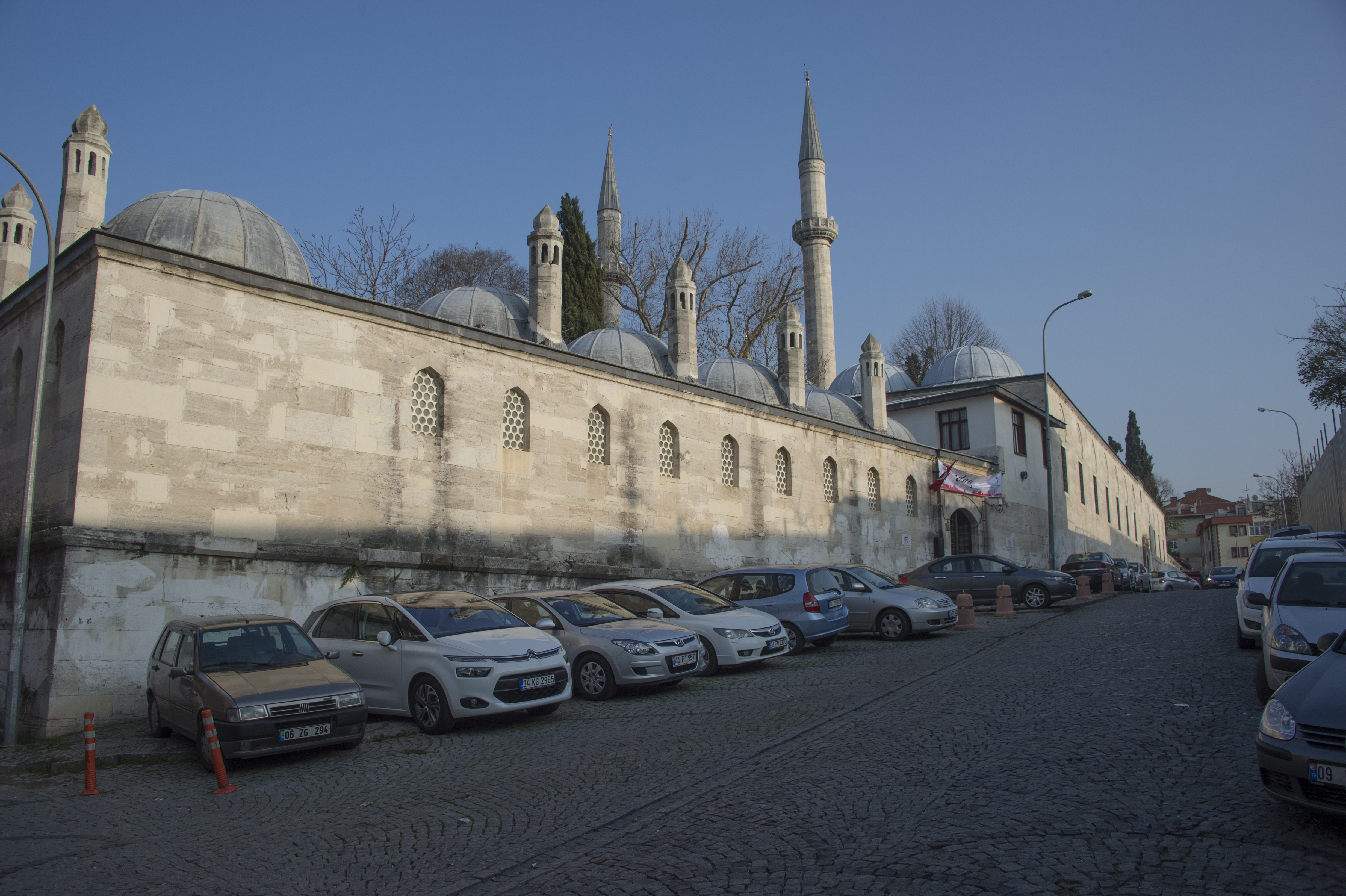
Complexe de la mosquée Atik Valide depuis le sud, avec l'extérieur du medrese visible
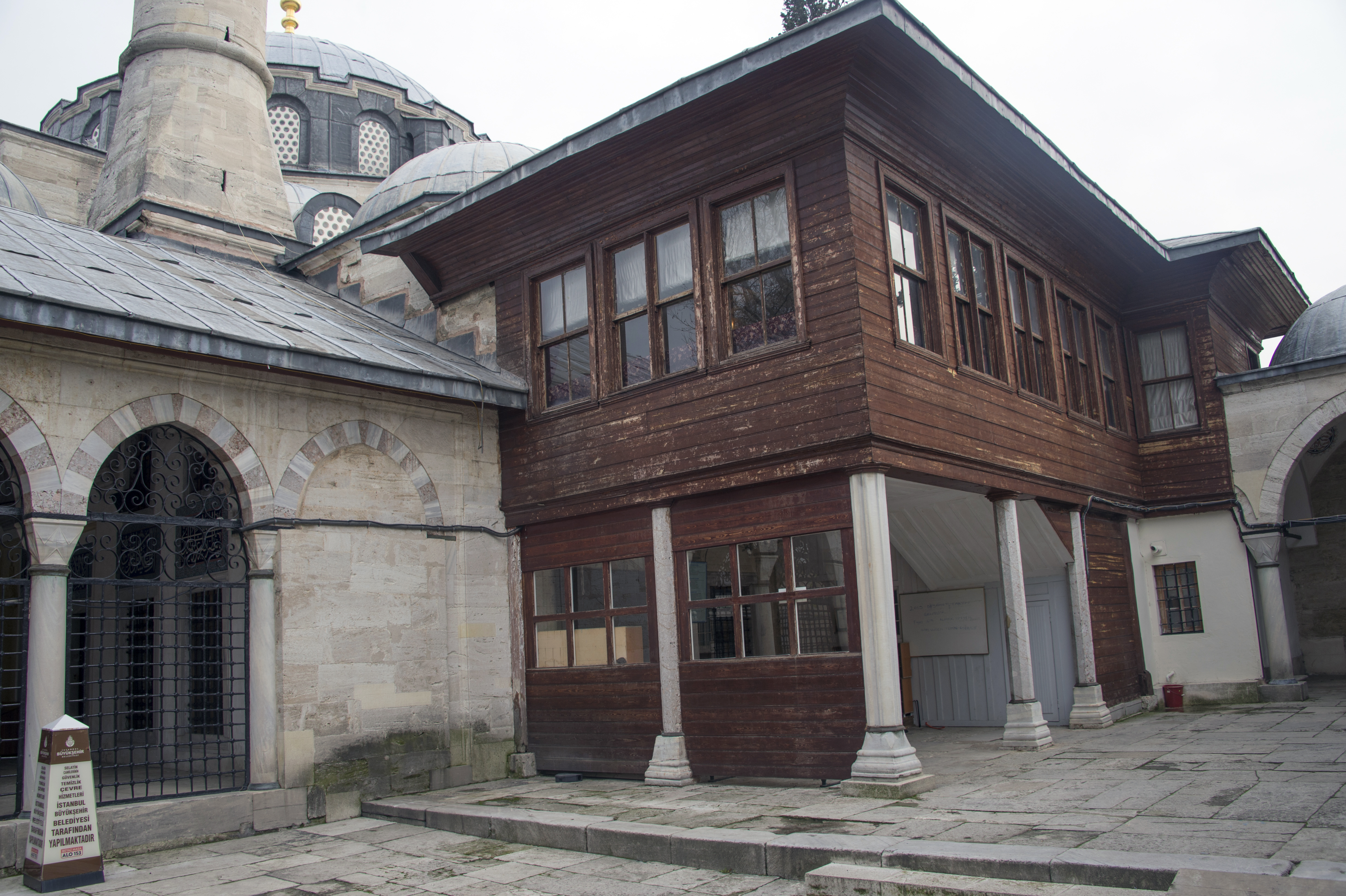
Entrée de la mosquée
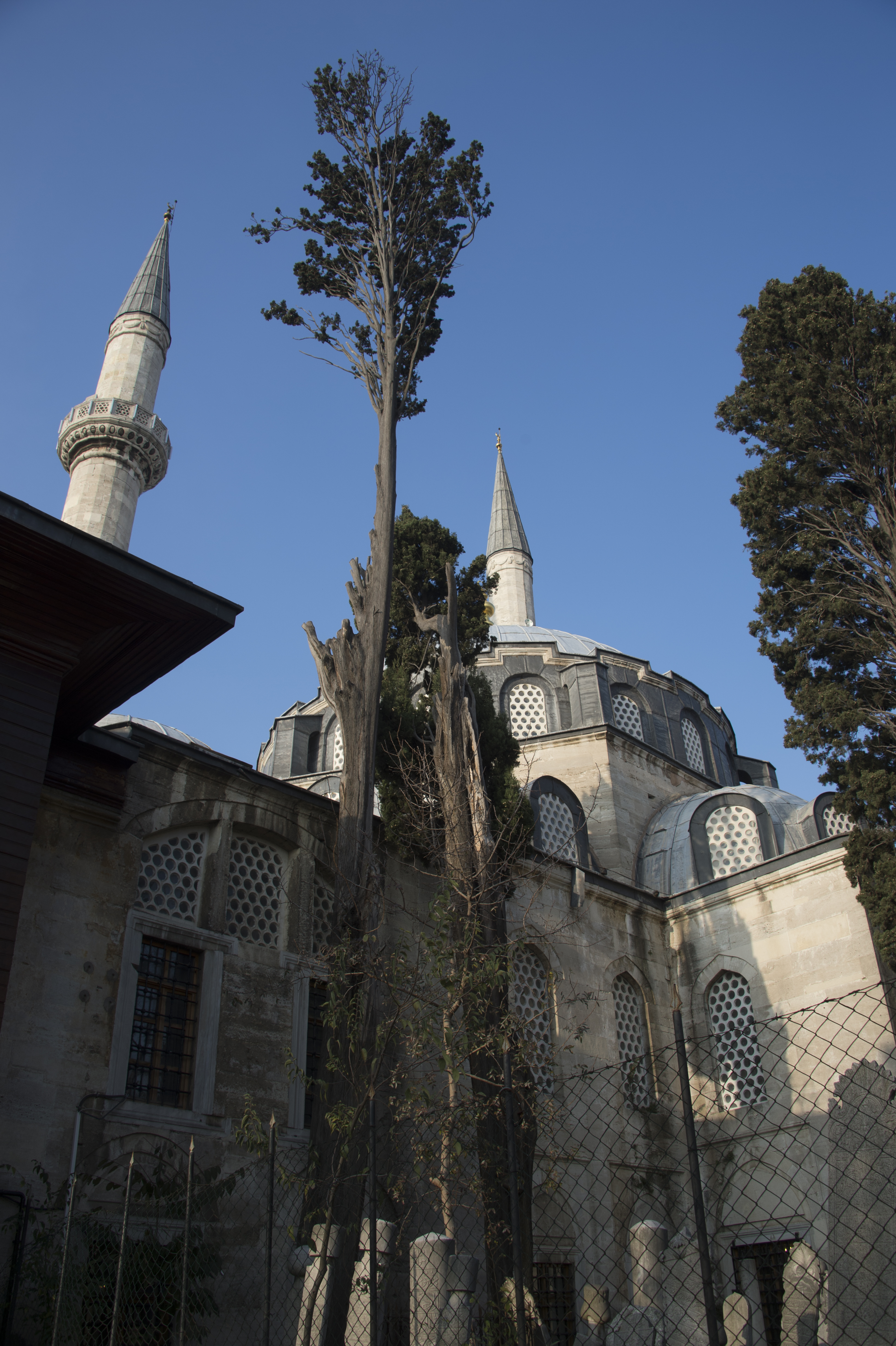
Vue latérale
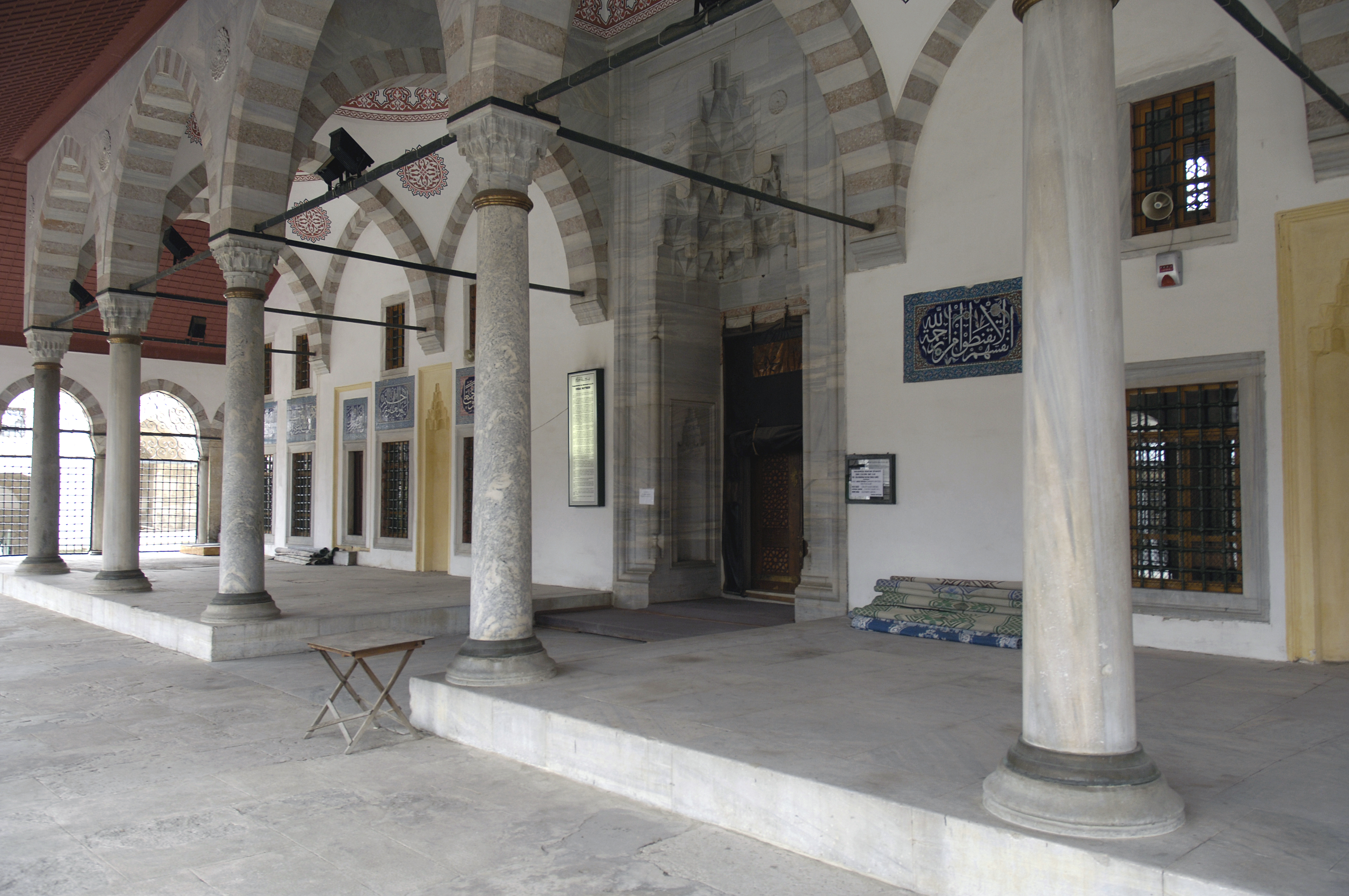
Entrée
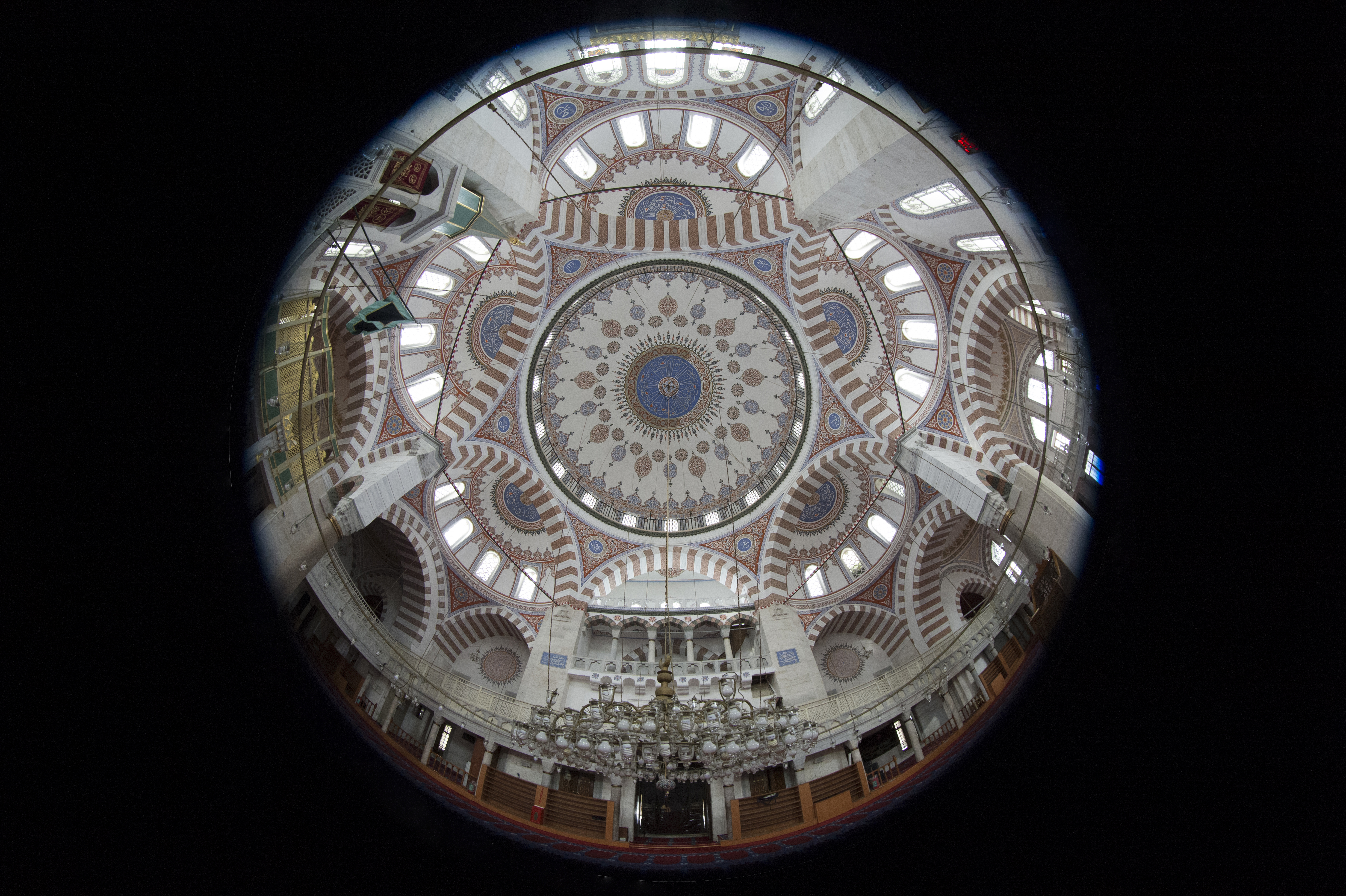
Vue panoramique de la coupole intérieure
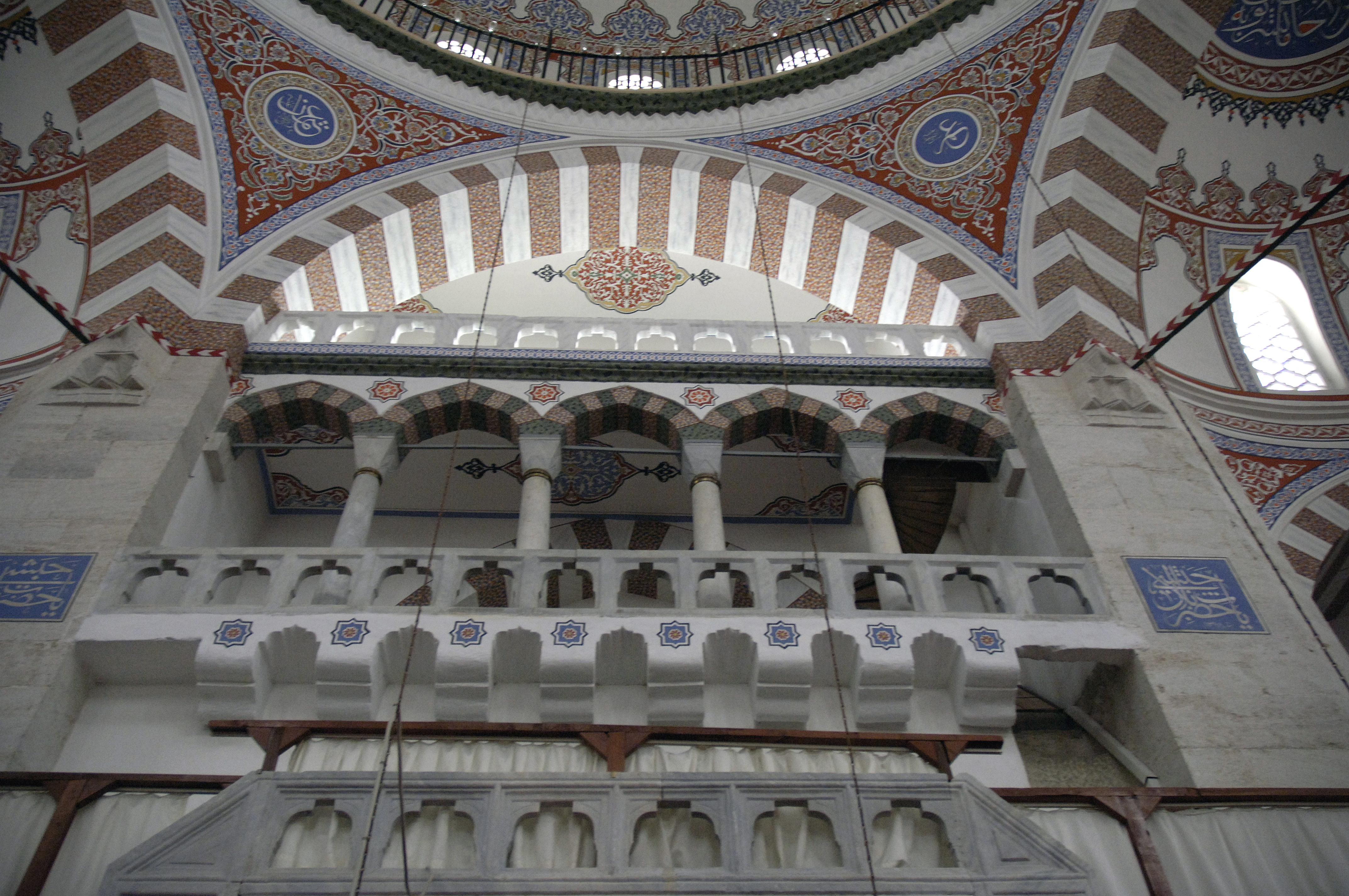
Balcon
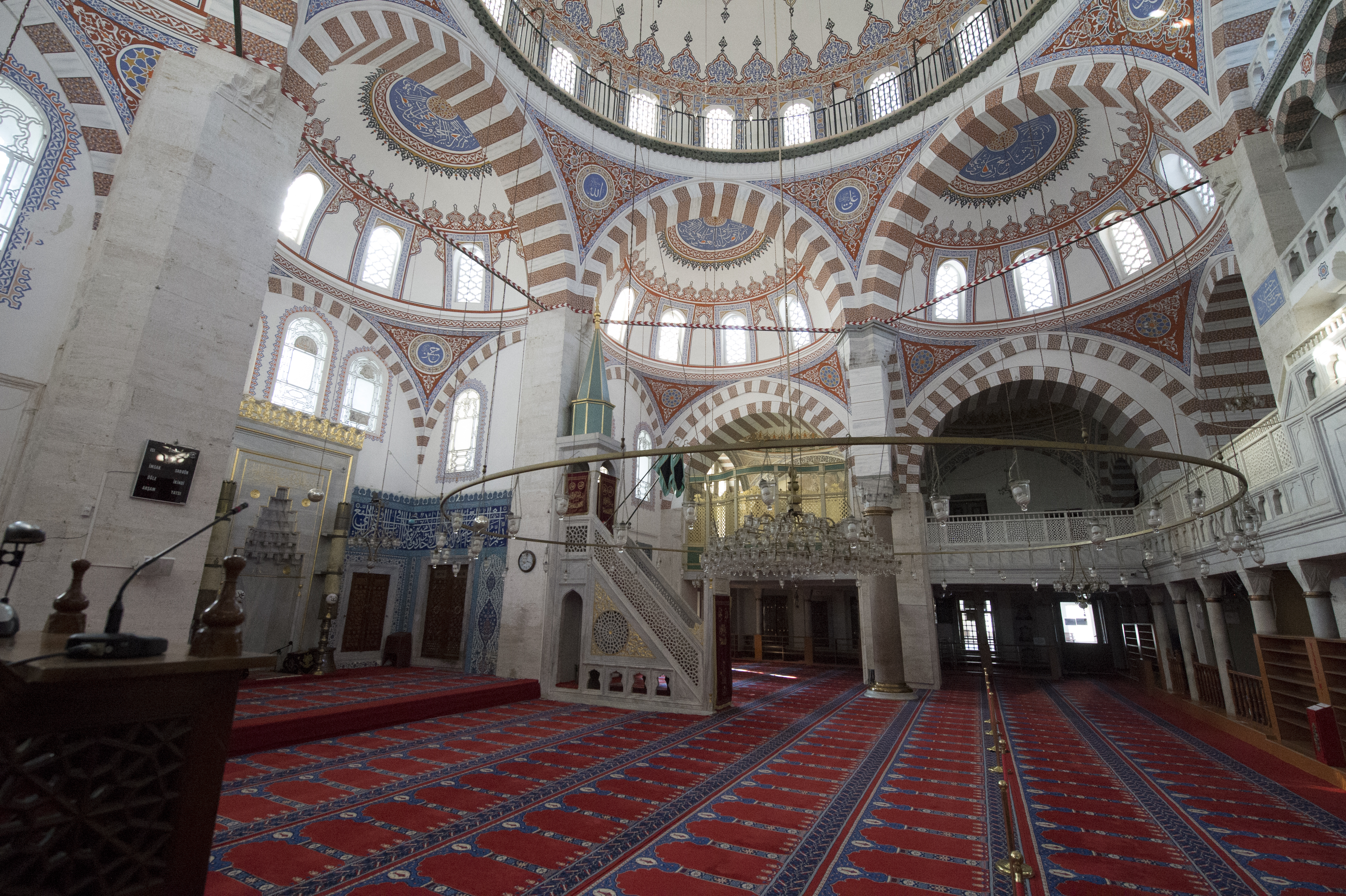
Vue générale
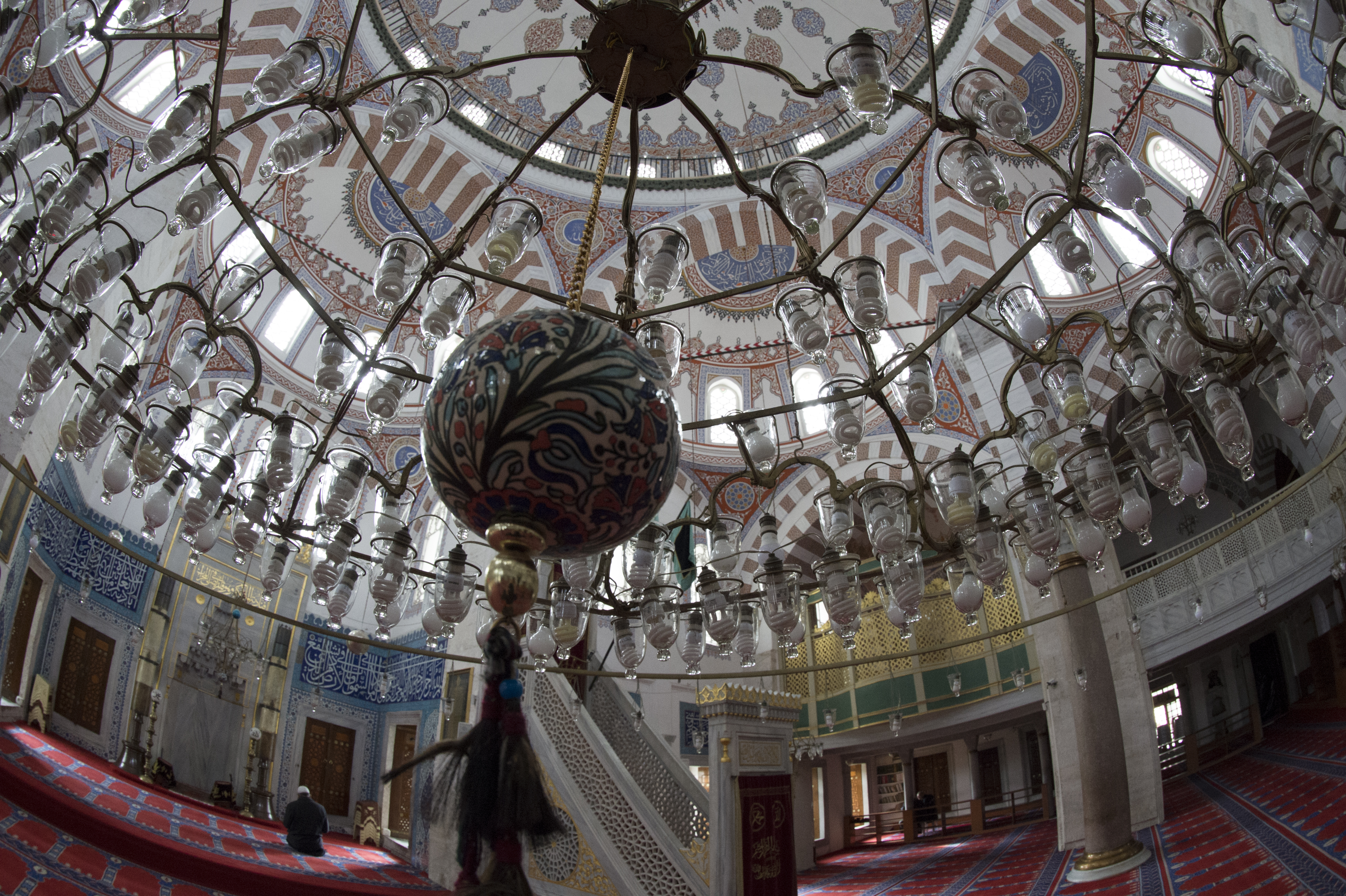
Grand angle
Zone du mihrab
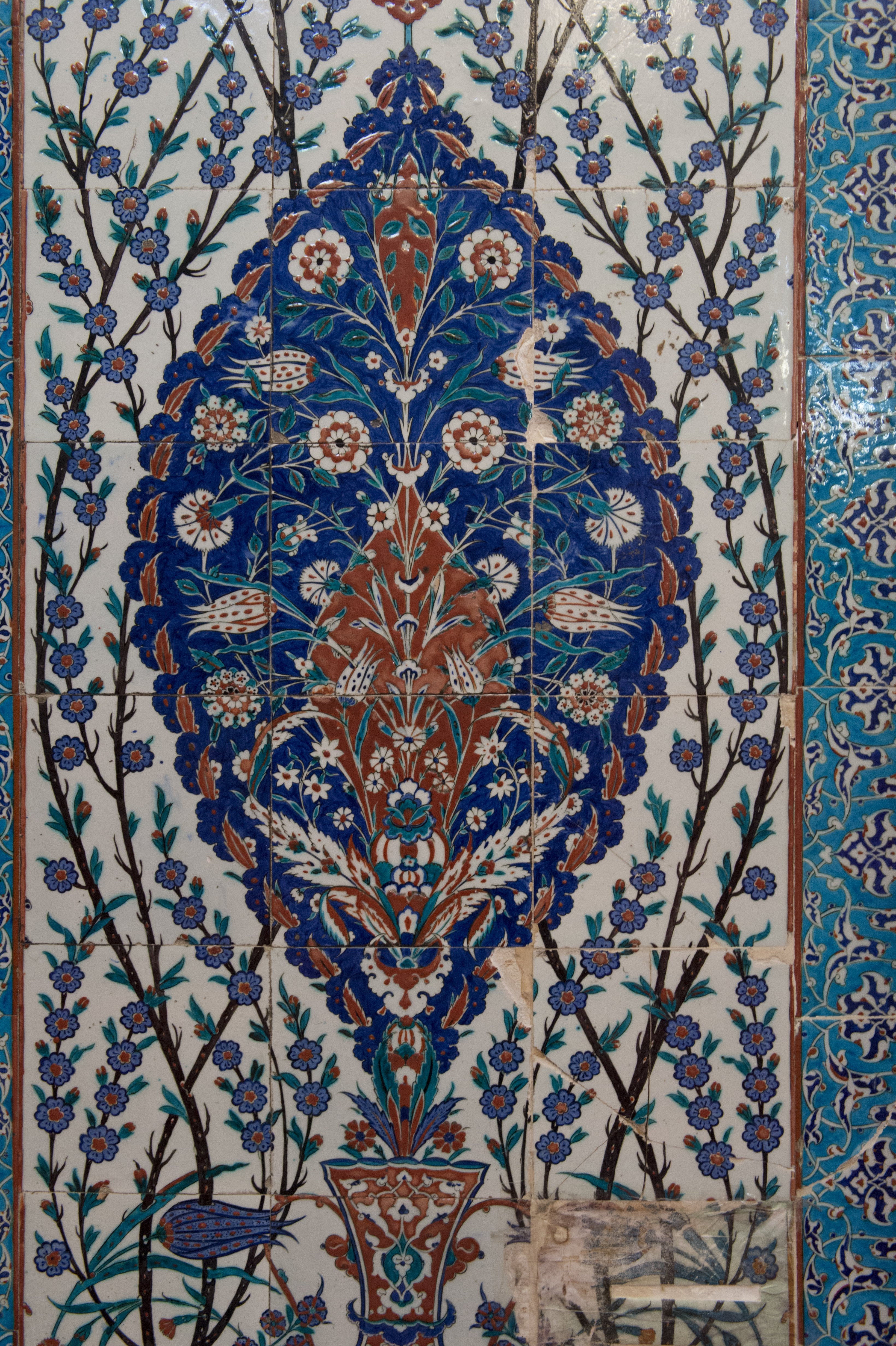
Faïence
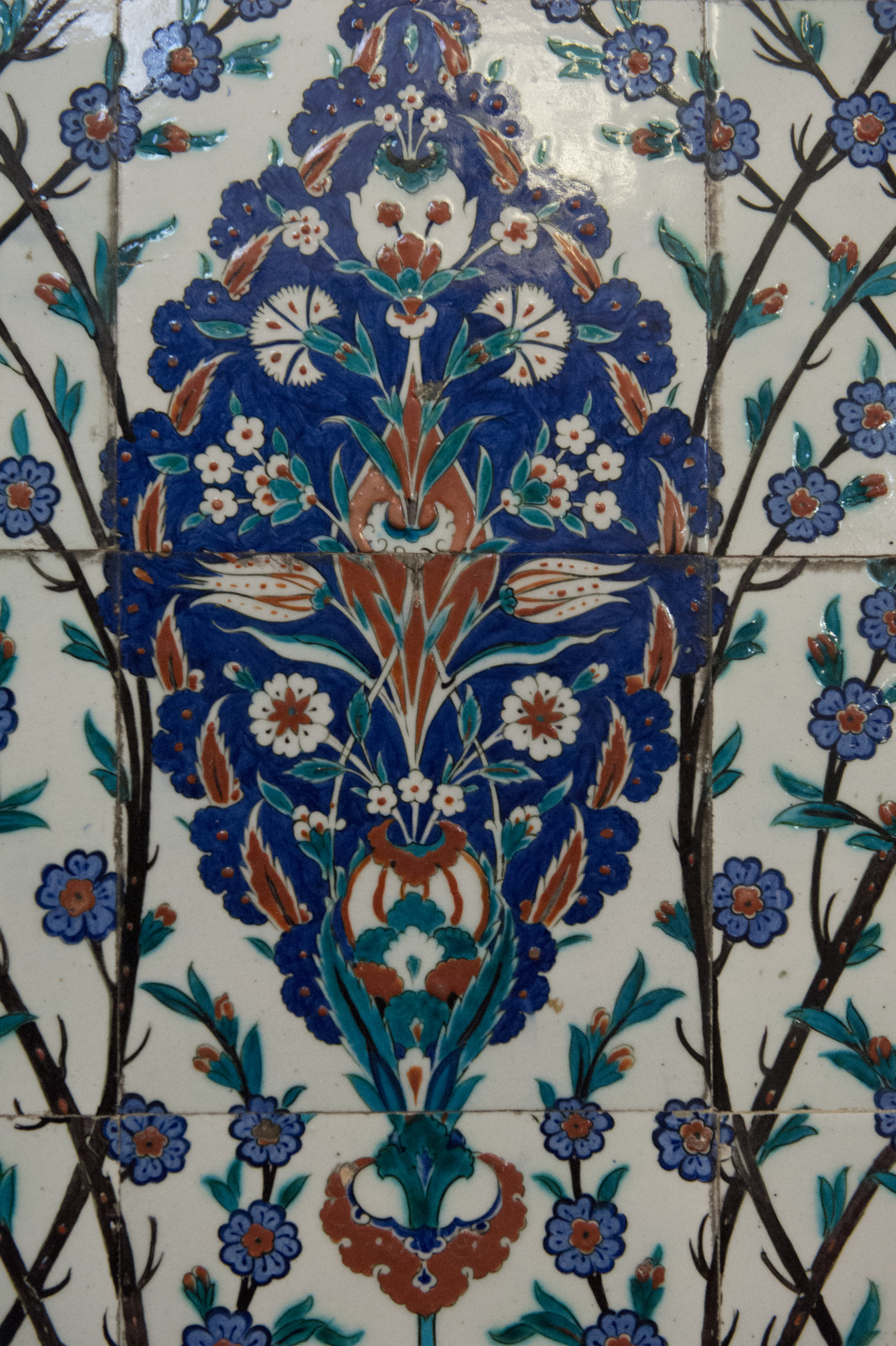
Faience
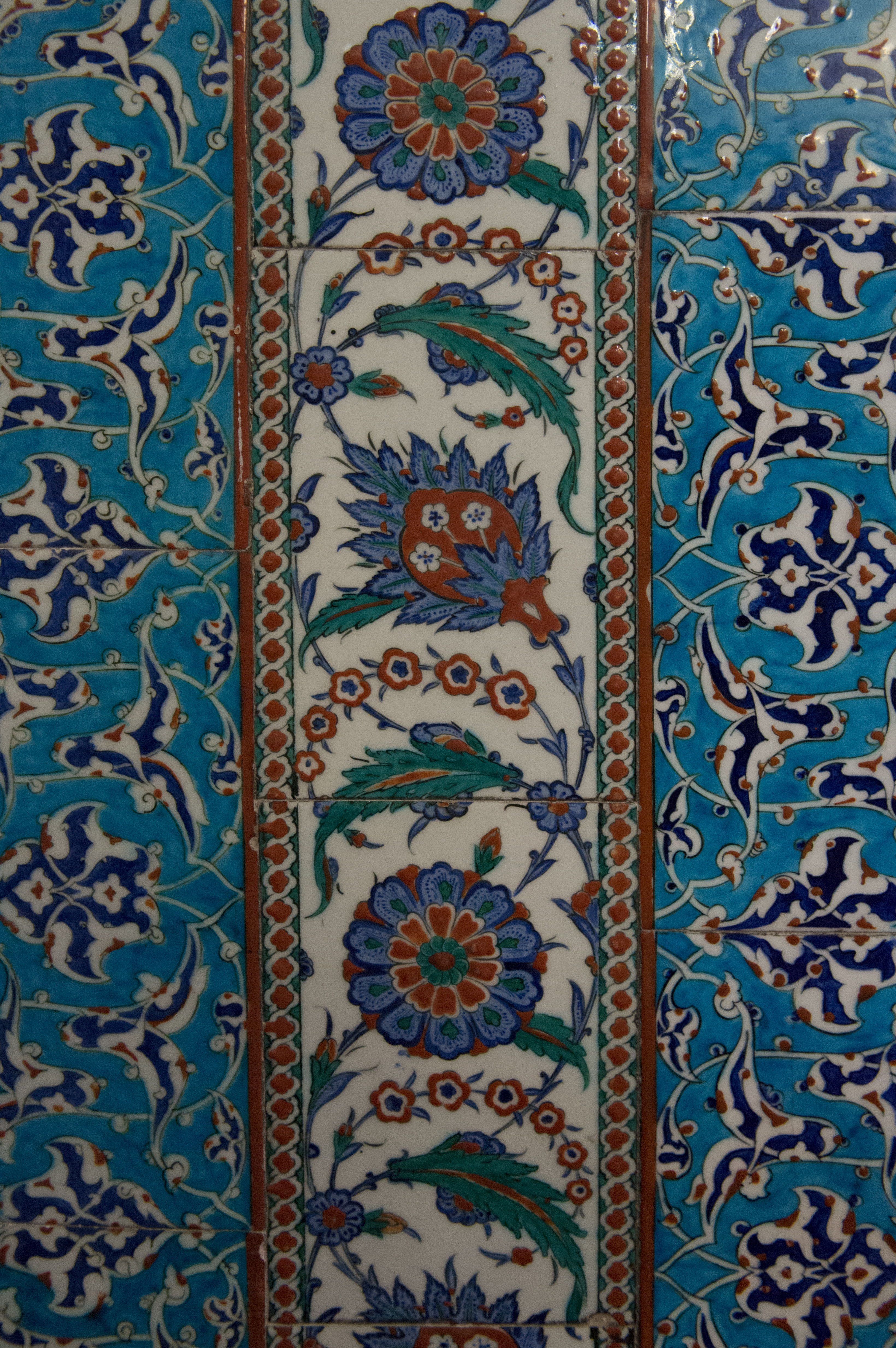
Faîence

## Sources
- Gülru Necipoğlu, The Age of Sinan: Architectural Culture in the Ottoman Empire, London, Reaktion Books, 2005 (ISBN 978-1-86189-253-9)